# Ariodante Bettei
Ariodante Bettei (Civitanova Marche, 16 ottobre 1578 – Civitanova Marche, 3 maggio 1649) è stato un commediografo italiano.

## Biografia
Nato il 16 ottobre 1578 a Civitanova Marche da Claudio Bettei e da una Artemisia di cui si ignora il cognome, Ariodante Bettei fu autore della "comedia semitragica" Amanti seguiti, scritta presumibilmente nel 1616 per il duca di Civitanova Giovan Giorgio (o Giangiorgio) II Cesarini (1590-1635) 
L'opera, che sarebbe stata pubblicata a Macerata solo nel 1646 per le insistenze di Domenico Bacci, canonico della collegiata di S. Paolo a Civitanova e amico dell'autore, non fu rappresentata a causa della partenza del duca, residente a Roma e titolare di altri feudi oltre quello civitanovese. Notizie sul ruolo di Ariodante Bettei alla corte del duca Cesarini sono rinvenibili nella Prefazione all'opera citata, nella quale si dice che egli era, intorno al 1616, "honorato nel comando de' suoni e canti" . È noto, dalla Drammaturgia di Leone Allacci (Roma 1666), primo testo che cita Amanti seguiti, che Ariodante Bettei pubblicò nel 1648, per i tipi dello stampatore maceratese Grisei, un'altra opera teatrale, Quattro intermedj ideali, definiti "rappresentazione in atto comico in prosa". Questo secondo lavoro di Bettei tuttavia non risulta reperibile.
Dal 12 maggio 1617 al 4 marzo 1623, Bettei ricoprì l'incarico di organista della collegiata di S. Paolo a Civitanova. Paolo Peretti ha proposto il nome di Ariodante Bettei come autore di un opuscolo anonimo pubblicato da Pietro Salvioni a Macerata nel 1616: Intermedii de’ Balli fatti per le nozze del Signor Giangiorgio Cesarini Duca di Civita Nuova e Gonfaloniere perpetuo del Popolo Romano e della Signora Donna Cornelia Caetana.
Da vari documenti presenti nell'Archivio comunale di Civitanova, si desume che Bettei apparteneva al patriziato cittadino e aveva ricoperto cariche pubbliche: nel 1629 risulta essere "deputato a formar la tabella", cioè incaricato di redigere il bilancio del Comune, mentre nel 1630 era priore della città. Ariodante Bettei morì a Civitanova il 3 maggio 1649 e fu sepolto  nella chiesa di S. Agostino, nella stessa località.

## Opere
- Amanti seguiti (Agostino Grisei, Macerata 1646), presente nelle Biblioteche Nazionali di Roma e Firenze, nella Biblioteca Casanatense di Roma e nella Biblioteca Universitaria di Bologna.
- Quattro intermedj ideali (Agostino Grisei, Macerata 1648), non reperibile.